# Prezydenci Rodezji

Flaga Prezydenta Rodezji

Lista prezydentów Rodezji, od 1980 roku Zimbabwe.

## Administrator Rządu Rodezji, 1965–1970
- Clifford Walter Dupont 11 listopada 1965 – 2 marca 1970

## Prezydenci Rodezji, 1970–1979
- Clifford Walter Dupont 2 marca 1970 – 16 kwietnia 1970
- Henry Everard 31 grudnia 1975 – 14 stycznia 1976
- John Wrathall 14 stycznia 1976 – 31 sierpnia 1978
- Henry Everard 31 sierpnia – 1 listopada 1978
- Jack William Pithey 1 listopada 1978 – 5 marca 1979
- Henry Everard 5 marca – 1 czerwca 1979

## Prezydent Zimbabwe Rodezji, 1979
- Josiah Zion Gumede 1 czerwca – 12 grudnia 1979